# Poa orizabensis
Poa orizabensis är en gräsart som beskrevs av Albert Spear Hitchcock. Poa orizabensis ingår i släktet gröen, och familjen gräs. Inga underarter finns listade i Catalogue of Life.